# AIBO

Logo AIBO

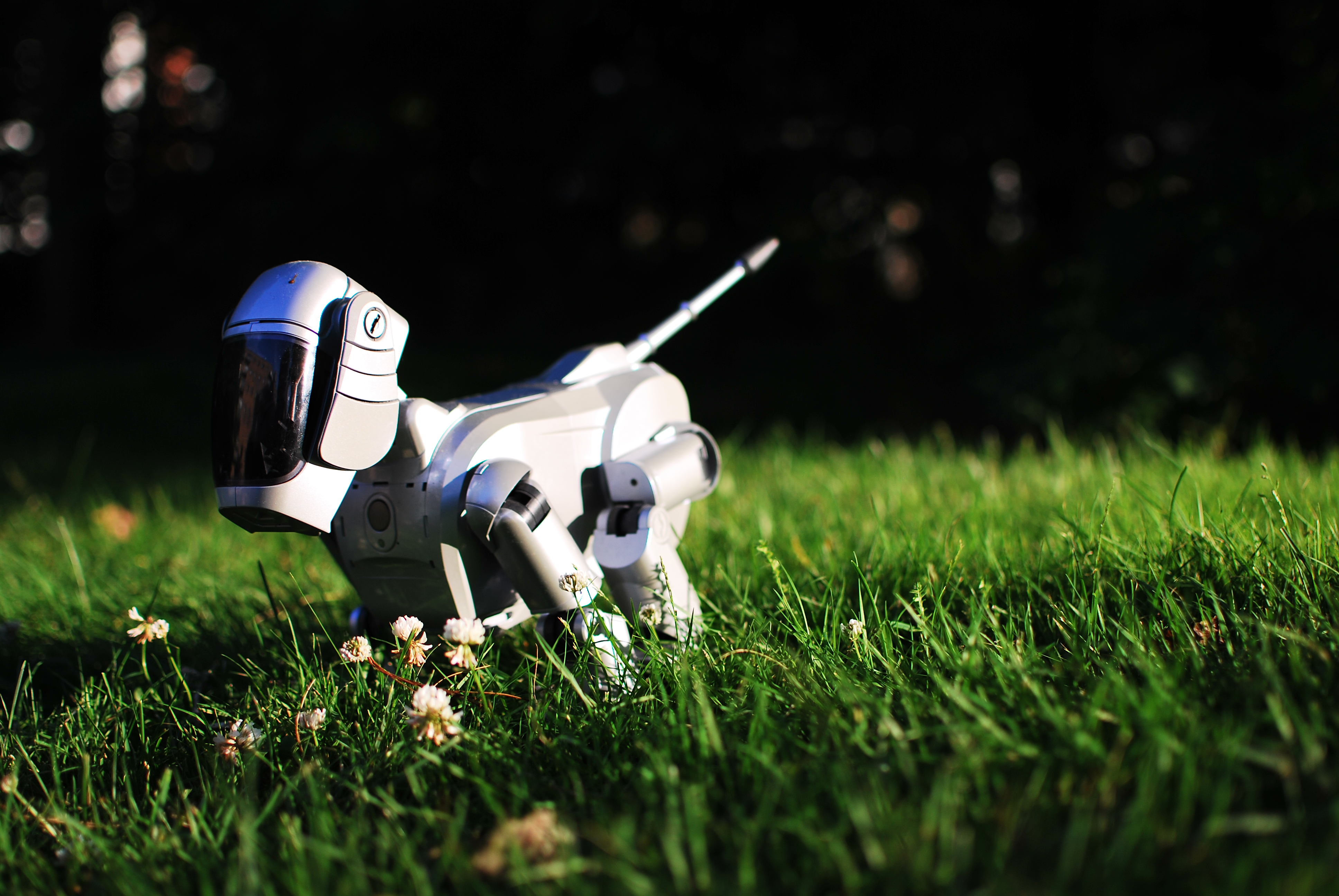
AIBO ERS-111 (2010)

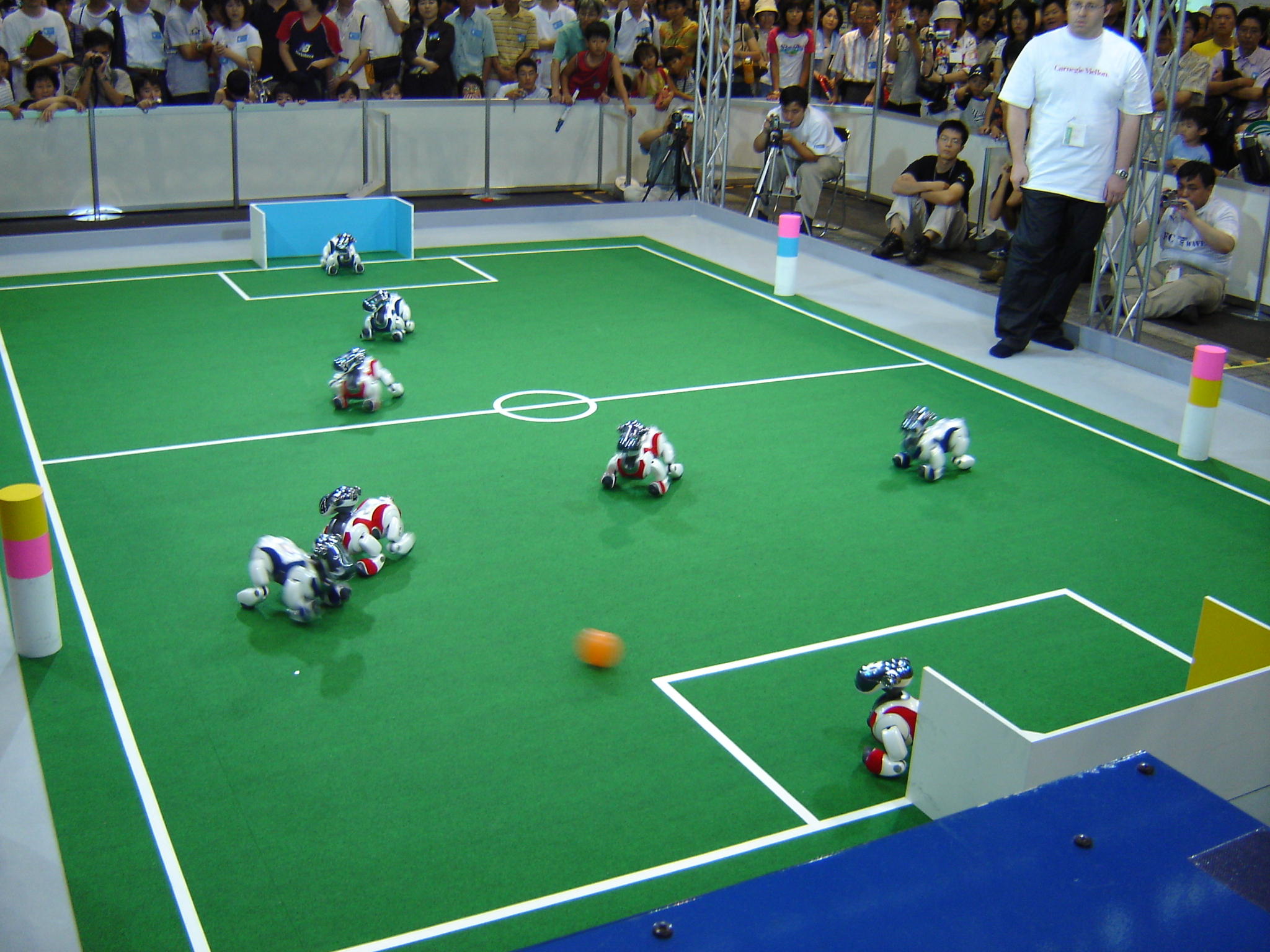
Robocup 2005

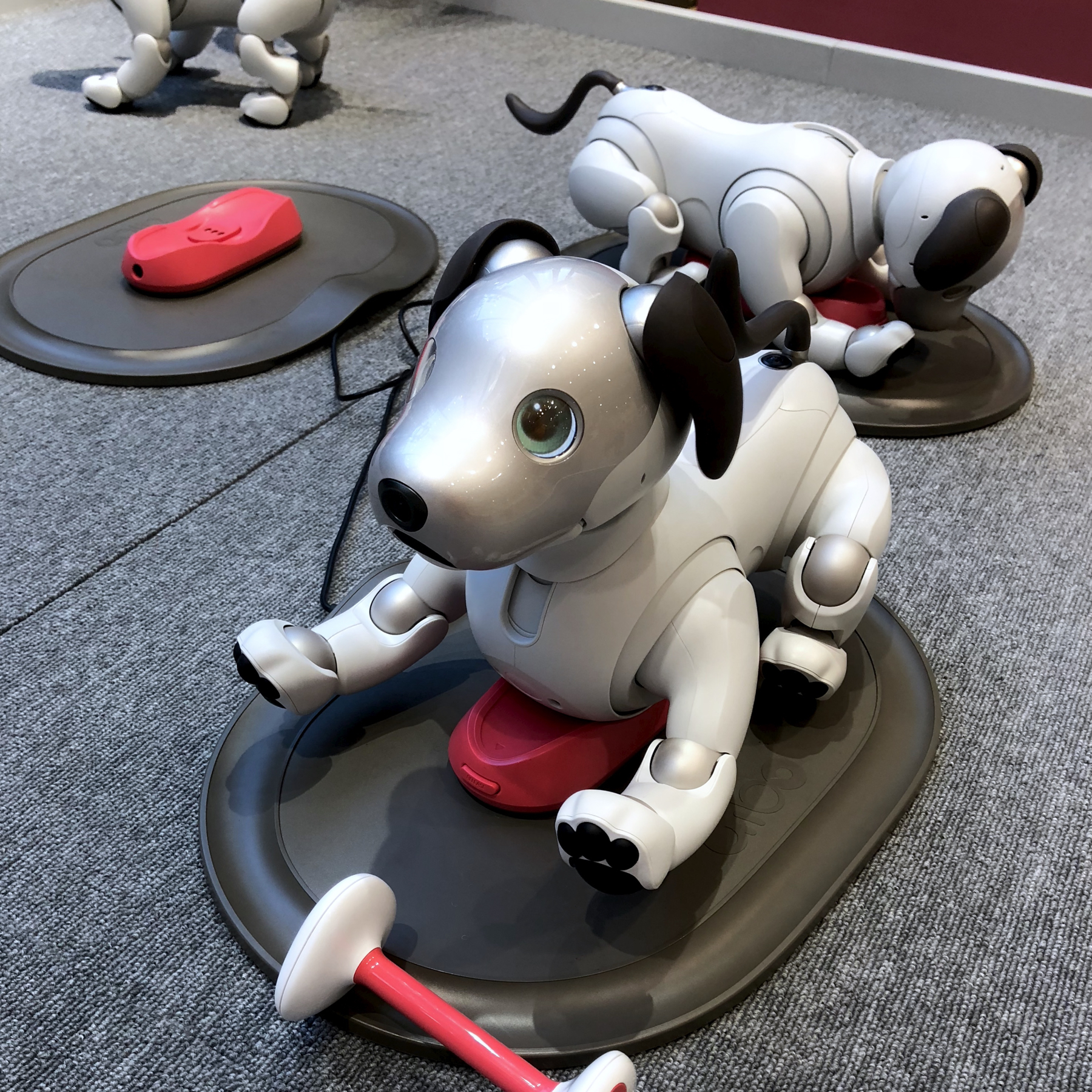
ERS-1000 (2018)

AIBO (od ang. Artificial Intelligence RoBOt, jednocześnie homonim z aibō (相棒), „kumpel”, „wspólnik”, „partner”) – autonomiczny robot japoński przypominający wyglądem psa. Został zaprojektowany i wyprodukowany przez firmę Sony. Za wygląd robota odpowiedzialny był artysta Hajime Sorayama.

## Opis
Pierwszy model pojawił się na rynku w 1999 roku. Od tego czasu projekt był ulepszany i w obecnej chwili jest bardzo zaawansowany: potrafi uczyć się jak prawdziwy pies oraz symulować takie zmysły, jak:
- dotyk (sensory umieszczone na głowie, podbródku i plecach)
- słuch (wbudowane mikrofony stereo)
- wzrok (kamera umieszczona w głowie)
- zmysł równowagi

W zależności od modelu AIBO potrafi reagować na komendy głosowe, wykonywać polecenia, poszukiwać przedmioty i osoby. Nowsze modele mają możliwość łączenia się z internetem, czytania poczty elektronicznej i stron internetowych na głos oraz prowadzą swój własny blog nazywany roblogiem, w którym zamieszczają zdjęcia wraz z komentarzami bez ingerencji swojego opiekuna.
Dzięki czujnikom na podczerwień potrafi określić odległość oraz regulować własną prędkość (symulując bieg lub chód).
26 stycznia 2006 roku firma Sony ogłosiła, iż zaprzestanie produkcji robotów, jednak niektóre gazety spekulują, iż ma powstać nowa wersja robota współpracująca z konsolą PlayStation Portable i PlayStation 3.

## Spis modeli
Modele pierwszej generacji
- ERS-110 (srebrny)
- ERS-111 (szary lub czarny)

Modele drugiej generacji
- ERS-210 (czarny, srebrny, złoty, czerwony, niebieski, zielony, biały w 3 odcieniach lub beżowy)
- ERS-210A
- ERS-220 (srebrny)
- ERS-311 ("latte" kremowy)
- ERS-311b ("latte" kremowy)
- ERS-312 ("macaron" czarny)
- ERS-31L ("pug" brązowy)

Modele trzeciej generacji
- ERS-7 (biały)
- ERS-7M2 (czarny lub biały)
- ERS-7M3 (czarny, biały lub beżowo-brązowy)